# محمد بن أحمد الحساني
محمد بن أحمد الحساني، يعتبر من أدباء المملكة العربية السعودية.

## نشأته
ولد في مكة المكرمةعام 1368هـ/1949م، وتخرج من معهد إعداد المعلمين بمكة، وعمل بالتدريس، وقد رأس تحرير جريدة أخبار العالم الإسلامي، ومن ثم أصبح مدير إدارة الصحافة والنشر برابطة العالم الإسلامي، ومدير إدارة المؤتمرات، وشارك بالكتابة في عدد من المجلات والصحف أخرها صحيفة عكاظ.

## أعماله
شاعرٌ مقل صدر له مجموعتان شعريتان هما:
- رعشة الرماد 1396هـ/1977م
- الموعد والمساء 1412هـ/1992م[3]

## إسلوبه في كتاباته
يعتبر من الشعراء الذين يتميزون بالحس الرومانسي، والقدرة على تطويع اللغة العربية لتجربته، ومجموعتيه الشعرية كشفت عن أنهُ شاعر يمتلك القدرة لى كتابة النصوص الكتابية القادرة على التجدد بحيث أتصفت نصوصه باللغة الشعرية التي لاتصف الأشياء وصفاً مباشراً، ولا تحجبها بالغموض الذي يحول بين المتلقي والنص.

## انظر ايضاً
- عبدالله الغذامي
- محمد عبدالله الحمدان